# Jay Sborz
John James Sborz (né le 24 janvier 1985 à Washington, D.C., États-Unis) est un lanceur droitier de baseball. Il a débuté en Ligues majeures en  2010 avec les Tigers de Detroit et s'aligne maintenant avec les Braves d'Atlanta.

## Carrière
Jay Sborz est un choix de deuxième ronde des Tigers de Detroit en 2003.
Il passe sept ans et demi en ligues mineures dans l'organisation des Tigers avant d'obtenir une première chance au niveau majeur. Il est rappelé des Mud Hens de Toledo, le club-école de niveau Triple-A, en juin 2010 pour remplacer le lanceur de deuxième année Rick Porcello, retourné aux mineures. Sborz fait ses débuts contre les Mets de New York le 22 juin et s'amène en relève en troisième manche. Il atteint les deux premiers frappeurs qu'il affronte, le second alors que les buts sont remplis. Il quitte après avoir enregistré seulement deux retraits. Cinq points mérités sont débités à sa fiche et il est rétrogradé en ligue mineure avec une moyenne de points mérités de 67,50.
Il signe en novembre 2010 un contrat des ligues mineures avec les Braves d'Atlanta.